# Madegney
Madegney – miejscowość i gmina we Francji, w regionie Grand Est, w departamencie Wogezy.
Według danych na rok 1990 gminę zamieszkiwały 73 osoby, a gęstość zaludnienia wynosiła 24 osób/km² (wśród 2335 gmin Lotaryngii Madegney plasuje się na 972. miejscu pod względem liczby ludności, natomiast pod względem powierzchni na miejscu 1172.).